# روبرت سميث (سياسي كندي)
روبرت سميث هو سياسي كندي، ولد في 1 أكتوبر 1879، وتوفي في 4 فبراير 1972.